# Liste des lacs au Burundi
La liste des lacs au Burundi répertorie la liste non exhaustive des lacs présents sur le territoire burundais.

## Lacs notoires et catégories de lacs présents dans le pays
Il existe dans le pays plusieurs types de lacs. Le plus grand est la partie nord-est du lac Tanganyika dont 2 600 km2, soit 8% du lac qui sont au Burundi. Les rives du lac Tanganyika sont abruptes et le lac est profond.
Plusieurs lacs liés à l'Akanyaru se trouvent au nord du Burundi. Les plus grands sont le Cyohoha S. et le Rugwero, à la frontière entre le Burundi et le Rwanda. Le pays compte des lacs plus petits tels le Kazigiri, le Riwihinda et le Camirinda

## Liste des lacs
Les cours d'eau, Kanyaru et Nyarumashi ne sont pas listés parmi les lacs,,.